# Pražský smíšený sbor
Pražský smíšený sbor je český pěvecký sbor založený roku 1945 pod názvem Perun. V letech 1950–1960 se jmenoval Soubor ČKD Stalingrad, v letech 1960–1965 Umělecký soubor ČKD Praha, v letech 1965–1999 Pěvecký sbor ČKD Praha. V letech 1951–2010 byl sbormistrem tělesa Miroslav Košler. Od roku 2010 je sbormistrem Jiří Petrdlík.
Pražský smíšený sbor patří dlouhodobě ke špičce české neprofesionální sborové scény. Je známý jako těleso se širokým záběrem repertoáru s důrazem na českou tvorbu 20. století. Dosáhl mnoha úspěchů doma i v zahraničí a získal řadu ocenění na prestižních pěveckých soutěžích, mj. na mezinárodní soutěži pěveckých sborů Praga Cantat, kde získal umístění ve Zlatém pásmu a zároveň prvenství v kategorii Nejlepší provedení povinné skladby. Kromě koncertů na domácí půdě reprezentuje české interpretační umění na četných zahraničních turné; dosud jich absolvoval na šest desítek. Patří mezi ně návštěvy většiny evropských zemí, Spojených států amerických, Japonska, Izraele a Egypta.

## Historie
50. LÉTA
Sbor byl založen roku 1945 pod názvem Perun. Měl devět zakládajících členů a zpočátku se jednalo o sbor výhradně mužský. Brzy však byly do souboru přibrány také ženy, a vznikl tak sbor smíšený, který přinesl širší repertoárové možnosti. Až do roku 1957 byl jeho hlavním sbormistrem Miroslav Hroněk, ale již v roce 1951 začal se sborem zároveň spolupracovat tehdy dvacetiletý Miroslav Košler. V důsledku změny politické situace v roce 1948 byl sbor nuceně přesunut pod patronát závodu ČKD Stalingrad a musel změnit i svůj název na Soubor ČKD Stalingrad. V této době již sbor čítal asi 60 členů. Nutnost působit pod „hlavičkou“ velkého státního podniku však přinesla i svá pozitiva: ekonomické zajištění a možnost cest do zahraničí, kde se soubor účastnil řady soutěžních přehlídek sborového zpěvu. Mezi jeho nejvýznamnější úspěchy v této době patřilo vítězství v kategorii smíšených sborů na 1. Mezinárodní olympiádě sborového zpěvu v Paříži a účast na mezinárodní soutěži pěveckých sborů v Berlíně, kde v konkurenci osmačtyřiceti sborových těles z celého světa získal 2. místo. V roce 1951 byl sbor vyznamenám státní cenou II. stupně za dlouholetou úspěšnou práci na kulturním poli.
60. LÉTA
Roku 1960 sbor přešel do svazku celopodnikového Závodního klubu ČKD Praha a byl znovu přejmenován, tentokrát na Umělecký soubor ČKD Praha. Ve spolupráci s Akademií múzických umění byl zároveň založen Symfonický orchestr ČKD Praha s dirigentem Vladimírem Válkem a oba umělecké soubory spolu až do zániku orchestru o šest let později úzce spolupracovaly. Společně mj. absolvovaly dva zájezdy do tehdejší Německé demokratické republiky. V roce 1965 sbor při příležitosti 20. výročí svého založení inicioval uspořádání národní soutěže pěveckých sborů, jíž se zúčastnilo množství pěveckých těles z celého tehdejšího Československa. Sbor zde poprvé vystoupil a získal první cenu pod dalším novým názvem Pěvecký sbor ČKD Praha, který pak používal dalších čtyřiatřicet let.
70. - 80. LÉTA
70. – 80. léta představovala v historii sboru období strmého nárůstu kvality i repertoárové šíře. Klíčový vliv na toto směřování měl sbormistr Miroslav Košler, který vyprofiloval dramaturgii tělesa směrem k a capellovému repertoáru hudby 2. poloviny 20. století. S tím úzce souvisí jeho osobní přátelské kontakty s předními osobnostmi tehdejší české skladatelské generace. Týká se to především Petra Ebena, Zdeňka Lukáše a později i Antonína Tučapského, kteří některé své kompozice sboru přímo věnovali a Miroslav Košler je pak se „svým“ sborem provedl ve světové premiéře.
PO ROCE 1989
Politické a společenské změny po roce 1989 umožnily realizování většího počtu zahraničních zájezdů než v minulosti: během prvních pěti let po sametové revoluci se podařilo uspořádat celkem jedenáct koncertních turné, mj. do Japonska, Spojených států amerických, Belgie, Francie a Itálie. Nové poměry se však negativně odrazily v ekonomické situaci sboru, a to zejména po privatizaci dlouholetého patrona, podniku ČKD, v roce 1999. Do nového tisíciletí tedy již těleso vstoupilo samostatně pod svým současným názvem Pražský smíšený sbor. V roce 2010 došlo po téměř šedesáti letech k výměně na postu sbormistra. Miroslav Košler předal vedení sboru svému žáku, dirigentu Jiřímu Petrdlíkovi, který na odkaz svého velkého vzoru při práci se sborem vědomě navazuje.

## Současnost
Pražský smíšený sbor má v současné době 75 členů (sezóna 2014/2015). Jeho repertoár zahrnuje širokou škálu duchovních i světských děl mnoha autorů počínaje mistry klasicismu (Mozart, Haydn, Beethoven) přes české a světové autory 19. století (Dvořák, Janáček, Smetana, Schubert, Verdi) až po tvorbu skladatelů současných (Tučapský, Lukáš, Eben), ale také ruské pravoslavné zpěvy či české, moravské a slovenské lidové písně. Sbor spolupracuje s významnými profesionálními orchestry, sólisty a dirigenty (Severočeská filharmonie Teplice, Komorní filharmonie Pardubice, Hudba Hradní stráže a Policie České republiky, Symfonický orchestr Českého rozhlasu, Káhirský symfonický orchestr, Jaroslav Svěcený, Vladimír Válek), vystupuje na prestižních koncertních pódiích (Rudolfinum, Obecní dům, Pražský hrad) a své umění prezentuje i ve významných médiích (Česká televize). Ročně absolvuje kolem dvaceti koncertů na českých a zahraničních pódiích a má na svém kontě několik profilových CD.